# Pocadicnemis
Pocadicnemis Simon, 1884 è un genere di ragni appartenente alla famiglia Linyphiidae.

## Distribuzione
Le sette specie oggi attribuite a questo genere sono state rinvenute nella regione olartica.

## Tassonomia
A giugno 2012, si compone di sette specie:
- Pocadicnemis americana Millidge, 1976 — USA, Canada, Groenlandia
- Pocadicnemis carpatica (Chyzer, 1894) — Europa centrale e orientale
- Pocadicnemis desioi Caporiacco, 1935 — Karakorum
- Pocadicnemis jacksoni Millidge, 1976 — Spagna, Francia, Cina
- Pocadicnemis juncea Locket & Millidge, 1953 — Regione paleartica
- Pocadicnemis occidentalis Millidge, 1976 — USA
- Pocadicnemis pumila (Blackwall, 1841)[3] — Regione olartica

### Sinonimi
- Pocadicnemis impavida (Hull, 1950); questo esemplare, a seguito di un lavoro degli aracnologi Millidge & Locket del 1952, è stato riconosciuto sinonimo di P. pumila Blackwall, 1841[1].
- Pocadicnemis nefaria (Pickard-Cambridge, 1879); questo esemplare, a seguito di un lavoro dell'aracnologo Millidge del 1976, è stato riconosciuto sinonimo di P. pumila Blackwall, 1841.
- Pocadicnemis neglecta (Millidge, 1976); questo esemplare, a seguito di un lavoro dell'aracnologo Heimer del 1978, è stato riconosciuto sinonimo di P. juncea Locket & Millidge, 1953.
- Pocadicnemis spinipes (Wiehle, 1967); questo esemplare, a seguito di un lavoro dell'aracnologo Denis del 1969, è stato riconosciuto sinonimo di P. carpatica Chyzer, 1894.

### Specie trasferite
- Pocadicnemis ekblomi Schenkel, 1931; trasferita al genere Baryphyma Simon, 1884[1].
- Pocadicnemis hartlandiana (Emerton, 1913); trasferita al genere Tusukuru Eskov, 1993.
- Pocadicnemis prominens Simon, 1884; trasferita al genere Lasiargus Kulczyński, 1894.